# Молосковицы (Курское сельское поселение)
Моло́сковицы — посёлок в Большеврудском сельском поселении Волосовского района Ленинградской области.

## История
Согласно данным переписи населения СССР 1926 года в посёлке при станции Молосковицы Коложицкого сельсовета Молосковицкой волости Кингисеппского уезда проживали 82 человека, большинство русские, а также эстонцы, поляки, татары и евреи.

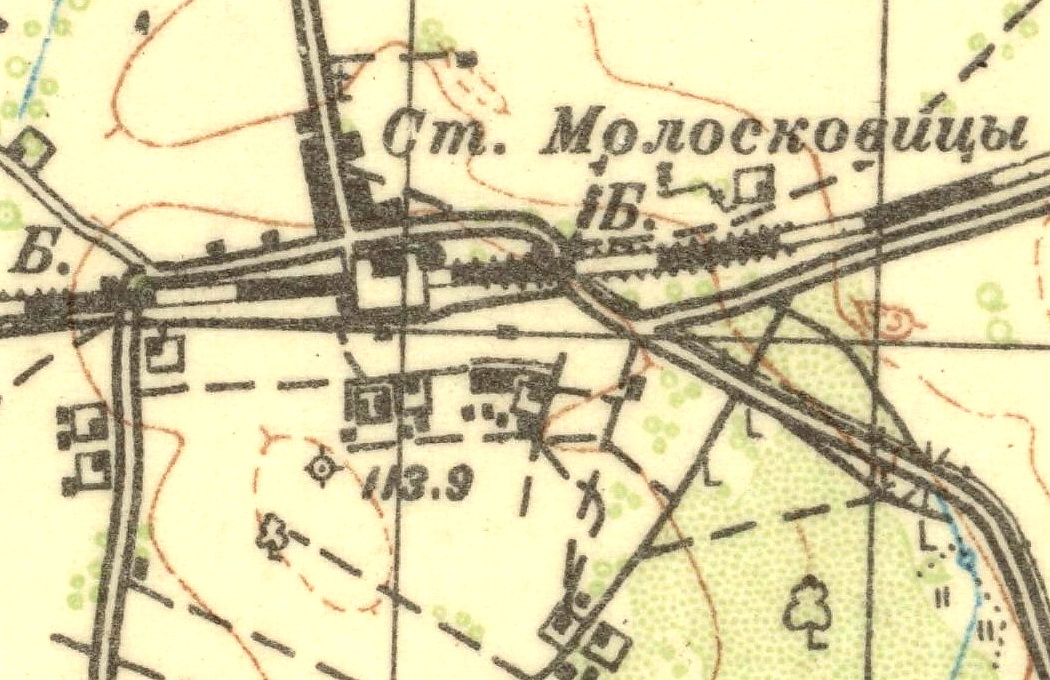
План посёлка Молосковицы. 1930 год

По данным 1933 года посёлок Молосковицы числился в составе Молосковицкого сельсовета Волосовского района с административным центром в селе Молосковицы.
По данным 1966 года посёлок Молосковицы, расположенный при одноимённой станции, находился в составе Молосковицкого сельсовета, кроме него в состав сельсовета входили: Молосковицы посёлок карьера в 0,5 км от станции и Молосковицы посёлок отделение совхоза в 5 км от станции.
По данным 1973 года в состав Остроговицкого сельсовета Волосовского района входили: посёлок Молосковицы в 2 км от станции и посёлок Молосковицы (карьер) в 1 км от станции
По данным 1990 года в состав Остроговицкого сельсовета Волосовского района входил только один — посёлок при станции Молосковицы.
В 1997 году в посёлке Молосковицы проживали 188 человек, посёлок входил в состав Остроговицкой волости, в 2002 году — 229 человек (русские — 87 %).
В 2007 году в посёлке Молосковицы Курского СП проживали — 205 человек, в 2010 году — 234, в 2013 году — 235 человек.
В мае 2019 года посёлок вошёл в состав Большеврудского сельского поселения.

## География
Посёлок находится в западной части района на автодороге 41А-187 (Пружицы — Красный Луч) в месте примыкания к ней автодороги 41К-047 (Молосковицы — Кряково). 
В посёлке расположена железнодорожная станция Молосковицы на линии Мга — Ивангород.  
Расстояние до административного центра поселения — 10 км.

## Демография
| 1997 | 2002 | 2007 | 2010 | 2013 | 2014 | 2017 |
| ---- | ---- | ---- | ---- | ---- | ---- | ---- |
| 188  | ↗229 | ↘205 | ↗234 | ↗235 | ↗246 | ↘236 |

Согласно данным Всероссийской переписи населения 2021 года в посёлке проживали 205 человек, национальность не указали.

## Улицы
Железнодорожная, Лесная, Малая, Новая, Пионерская, Полевая, Придорожная, Советская, Средний переулок, Средняя, Центральная, Шоссейная.